# Plano a Plano
Plano a Plano es una productora de televisión española que nace en 2014 de la mano de César Benítez con el objetivo de desarrollar y producir proyectos de ficción para cine y televisión que destaquen por su calidad técnica y artística.
Es una productora independiente que trabaja con todo tipo de cadenas y de plataformas.

## Producciones

### Series
| Serie                       | Inicio                   | Final                    | Género    | Canal                   | Temporadas                 | Estado     |
| --------------------------- | ------------------------ | ------------------------ | --------- | ----------------------- | -------------------------- | ---------- |
| El Príncipe                 | 4 de febrero de 2014     | 20 de abril de 2016      | Acción    | Telecinco               | 2 temporadas, 31 episodios | Finalizada |
| Allí abajo                  | 7 de abril de 2015       | 11 de junio de 2019      | Comedia   | Antena 3                | 5 temporadas, 69 capítulos | Finalizada |
| El Caso: Crónica de sucesos | 15 de marzo de 2016      | 7 de junio de 2016       | Policiaco | La 1                    | 1 temporada, 13 capítulos  | Finalizada |
| La verdad                   | 21 de mayo de 2018       | 26 de diciembre de 2018  | Suspense  | Telecinco               | 1 temporada, 16 capítulos  | Finalizada |
| Sabuesos                    | 31 de julio de 2018      | 5 de octubre de 2018     | Aventuras | La 1                    | 1 temporada, 10 episodios  | Finalizada |
| Toy Boy                     | 25 de septiembre de 2019 | 21 de noviembre de 2021  | Suspense  | Antena 3 y Atresplayer  | 2 temporadas, 21 episodios | Finalizada |
| Valeria                     | 8 de mayo de 2020        | 2 de junio de 2023       | Comedia   | Netflix                 | 3 temporadas, 24 episodios | Finalizada |
| Benidorm                    | 7 de junio de 2020       | 26 de julio de 2020      | Comedia   | Antena 3                | 1 temporada, 8 capítulos   | Finalizada |
| Desaparecidos               | 19 de junio de 2020      | 25 de junio de 2022      | Suspense  | Prime Video y Telecinco | 1 temporada, 13 capítulos  | Finalizada |
| Una vida menos en Canarias  | 28 de enero de 2024      | 25 de febrero de 2024    | Acción    | Atresplayer             | 1 temporada, 5 capítulos   | En emisión |
| Cicatriz                    | 21 de agosto de 2024     | 25 de septiembre de 2024 | Acción    | La 1                    | 1 temporada, 8 capítulos   | Finalizada |

### Series de emisión diaria
| Serie             | Inicio              | Final               | Género | Canal | Temporadas                    | Estado     |
| ----------------- | ------------------- | ------------------- | ------ | ----- | ----------------------------- | ---------- |
| Servir y proteger | 24 de abril de 2017 | 16 de enero de 2023 | Acción | La 1  | 7 temporadas, 1.372 episodios | Finalizada |

### Web Series
| Serie                | Género    | Canal     | Temporadas                | Estado     |
| -------------------- | --------- | --------- | ------------------------- | ---------- |
| Pasionaria Millenial | Comedia   | Instagram | 1 temporada, 10 capítulos | Finalizada |
| Abducidos            | Policiaco | Playz     | 1 temporada, 8 capítulos  | Finalizada |

### Entretenimiento
| Programa            | Género             | Canal      | Temporadas                 | Estado     |
| ------------------- | ------------------ | ---------- | -------------------------- | ---------- |
| Mejor llama a Pilar | Coach show         | Cuatro     | 1 temporada, 6 programas   | Finalizada |
| Arranca en Verde    | Concurso callejero | TVE        | 5 temporadas, 50 programas | Finalizada |
| Plan Renove         | Concurso callejero | Telemadrid | 1 temporada, 8 programas   | Finalizada |

## Actores y actrices habituales
| Actor                   | El Príncipe | Allí abajo | El Caso | Servir y proteger | La verdad | Toy Boy | Valeria | Benidorm | Desaparecidos | Una vida menos en Canarias |
| ----------------------- | ----------- | ---------- | ------- | ----------------- | --------- | ------- | ------- | -------- | ------------- | -------------------------- |
| Thaïs Blume             | No          |            |         | No                |           |         |         |          |               | No                         |
| Jimmy Castro            |             | No         |         | No                |           |         |         |          |               |                            |
| Fernando Guillén Cuervo |             |            | No      | No                |           |         |         |          |               |                            |
| Sara Gómez              |             |            | No      | No                |           |         |         | No       |               |                            |
| Ángel de Miguel         |             |            |         | No                |           |         | No      |          |               |                            |
| Eva Martín              |             |            |         | No                |           |         | No      |          | No            |                            |
| Francisco Nortes        |             |            |         | No                |           |         |         | No       |               |                            |
| Miriam Díaz-Aroca       |             |            |         | No                |           | No      |         |          |               |                            |
| Tomás del Estal         |             |            |         | No                | No        |         |         |          |               |                            |
| Ginés García Millán     |             |            |         |                   | No        |         |         |          |               | No                         |
| Maxi Iglesias           |             |            |         |                   |           |         | No      |          | No            |                            |

- Datos: Q109314358